# Владимир Карагеоргиевич
Владимир Карагеоргиевич (серб. Владимир Карађорђевић; род. 11 марта 1964, Лондон) — член сербского королевского дома Карагеоргиевичей, принц Югославский.

## Биография
Родился 11 марта 1964 года в Лондоне. Старший сын принца Андрея Карагеоргиевича (1929—1990) от второго брака с принцессой Кирой Мелитой Лейнингенской (1930—2005). Внук предпоследнего короля Югославии Александра I Карагеоргиевича.
Большую часть детства принц Владимир провел с другими членами своей семьи в Португалии, куда его родители переехали в середине 1968 года. После развода своих родителей принц вернулся в Лондон с матерью, сестрой Лавинией и братом Димитрием 14 февраля 1972 года. Его отец, принц Андрей Карагеоргиевич, после развода ушел из семьи и уехал в США с Евой Анджелковичей, на которой в 1974 году женился.
Окончил среднюю военную школу в Лондоне, затем закончил специализированные курсы по управлению экономическими системами. Позднее работал в двух туристических агентствах в Лондоне.
Осенью 1988 года принц Владимир решил начать свой собственный бизнес и с двумя друзьями открыл туристическое агентство. Тогда он заработал первые серьезные деньги. Вскоре записался на пилотские курсы и получил лётную лицензию.
5 мая 1990 года принц Владимир прибыл в США (Ирвайн, штат Калифорния), чтобы увидеться со своим отцом, который там жил. Это была первая встреча отца с сыном с 1982 года. Но через два дня после прибытия Владимира в США его отец Андрей Карагеоргиевич скончался от сердечного приступа.
После того, как на территории Югославии началась война, принц Владимир Карагеоргиевич прекратил летную карьеру и начал заниматься гуманитарной деятельностью, отправляя сербским беженцам в пострадавшие районы от военных действий. В октябре 1991 года принц Владимир впервые посетил Сербию. Тогда же он принял участие в панихиде в соборе Святого Михаила в Белграде по своему деду Александру I Карагеоргиевичу.
В рамках благотворительных мероприятий, в начале 1993 года в «Центре сербских сестер» в Германии принц встретился со своей будущей женой Бригиттой Миллер (род. 7 июля 1956). В 1997—1998 годах принц Владимир Карагеоргиевич после обучения получил разрешение на управление автобусом, а затем поездом.
Весной 1999 года во время бомбардировок силами НАТО Югославии принц Владимир вновь встретился с Бригиттой Миллер в лондонском аэропорту «Хитроу», где они рассказали о благотворительной помощи сербам в Косове. Во время бомбардировок Югославии принц Владимир Карагеоргиевич создал гуманитарную организацию «Мать и дитя», которая работает и сегодня, в основном, доставляя гуманитарную помощь больницам в Сербии.
18 апреля 2000 года в Лондоне состоялась гражданская церемония бракосочетания принца Владимира и Бригитты Миллер, а 20 мая 2001 года произошла церковная церемония. Когда Бригитта забеременела в начале 2001 года, Владимир продал свой дом в Лондоне и переехал в Бад-Зальцуфлен (земля Северный Рейн-Вестфалия, Германия). Вскоре их постигла большая трагедия, их единственный сын Кирилл скончался в день рождения 18 июня 2001 года.
Владимир Карагеоргиевич является большим поклонником Сербской православной церкви. 3 октября 2010 года в городе Печ он присутствовал на интронизации патриарха Сербии Иринея. Также он неоднократно посещал патриарха сербского Павла, предшественника Иринея.
Принц Владимир Карагеоргиевич — седьмой в линии наследования сербского королевского престола. Известен как евроскептик.

## Титулы
- 11 марта 1964 — настоящее время: «Его Королевское Высочество принц Владимир Югославский»

## Награды
- Орден Звезды Карагеоргия[5]

## Предки
| Карагеорге Петрович (1762—1817) жена: Елена Йованович | Алексей Карагеоргиевич (1801—1829)                            | Георгий Карагеоргиевич (1827—1884)                              | Алекса Карагеоргиевич (1858—1920)                                     |                                                               | |                                                               |
| Карагеорге Петрович (1762—1817) жена: Елена Йованович | Алексей Карагеоргиевич (1801—1829)                            | Георгий Карагеоргиевич (1827—1884)                              | Божидар Карагеоргиевич (1862—1908)                                    |                                                               | |                                                               |
| Карагеорге Петрович (1762—1817) жена: Елена Йованович | Александар Карагеоргиевич (1806—1885) жена: Персида Ненадович | Пётр I Карагеоргиевич (1844—1921) жена: Зорка Черногорская      | Елена Петровна Сербская (1884—1962) муж: Иоанн Константинович Романов | см. далее: Романовы                                           | см. далее: Романовы                                                                                 | см. далее: Романовы                                           |
| Карагеорге Петрович (1762—1817) жена: Елена Йованович | Александар Карагеоргиевич (1806—1885) жена: Персида Ненадович | Пётр I Карагеоргиевич (1844—1921) жена: Зорка Черногорская      | Георгий Карагеоргиевич (1887—1972)                                    |                                                               | |                                                               |
| Карагеорге Петрович (1762—1817) жена: Елена Йованович | Александар Карагеоргиевич (1806—1885) жена: Персида Ненадович | Пётр I Карагеоргиевич (1844—1921) жена: Зорка Черногорская      | Александр I Карагеоргиевич (1888—1934) жена: Мария Гогенцеллерн       | Пётр II Карагеоргиевич (1923—1970) жена: Александра Греческая | Александр Карагеоргиевич (род. 1945) 1-я жена (1972—1983): Мария да Глория 2-я жена: Катарина Батис | Пётр Карагеоргиевич (род. 1980)                               |
| Карагеорге Петрович (1762—1817) жена: Елена Йованович | Александар Карагеоргиевич (1806—1885) жена: Персида Ненадович | Пётр I Карагеоргиевич (1844—1921) жена: Зорка Черногорская      | Александр I Карагеоргиевич (1888—1934) жена: Мария Гогенцеллерн       | Пётр II Карагеоргиевич (1923—1970) жена: Александра Греческая | Александр Карагеоргиевич (род. 1945) 1-я жена (1972—1983): Мария да Глория 2-я жена: Катарина Батис | Филипп Карагеоргиевич (род. 1982) жена: Даница Карагеоргиевич |
| Карагеорге Петрович (1762—1817) жена: Елена Йованович | Александар Карагеоргиевич (1806—1885) жена: Персида Ненадович | Пётр I Карагеоргиевич (1844—1921) жена: Зорка Черногорская      | Александр I Карагеоргиевич (1888—1934) жена: Мария Гогенцеллерн       | Пётр II Карагеоргиевич (1923—1970) жена: Александра Греческая | Александр Карагеоргиевич (род. 1945) 1-я жена (1972—1983): Мария да Глория 2-я жена: Катарина Батис | Александр Карагеоргиевич (род. 1982)                          |
| Карагеорге Петрович (1762—1817) жена: Елена Йованович | Александар Карагеоргиевич (1806—1885) жена: Персида Ненадович | Пётр I Карагеоргиевич (1844—1921) жена: Зорка Черногорская      | Александр I Карагеоргиевич (1888—1934) жена: Мария Гогенцеллерн       | Томислав Карагеоргиевич (1928—2000)                           | |                                                               |
| Карагеорге Петрович (1762—1817) жена: Елена Йованович | Александар Карагеоргиевич (1806—1885) жена: Персида Ненадович | Пётр I Карагеоргиевич (1844—1921) жена: Зорка Черногорская      | Александр I Карагеоргиевич (1888—1934) жена: Мария Гогенцеллерн       | Андрей Карагеоргиевич (1929—1990)                             | |                                                               |
| Карагеорге Петрович (1762—1817) жена: Елена Йованович | Александар Карагеоргиевич (1806—1885) жена: Персида Ненадович | Арсен Карагеоргиевич (1859—1938) жена: Аврора Павловна Демидова | Павел Карагеоргиевич (1893—1976) жена: Ольга Греческая                | Александр Карагеоргиевич (1924—2016)                          | |                                                               |
| Карагеорге Петрович (1762—1817) жена: Елена Йованович | Александар Карагеоргиевич (1806—1885) жена: Персида Ненадович | Арсен Карагеоргиевич (1859—1938) жена: Аврора Павловна Демидова | Павел Карагеоргиевич (1893—1976) жена: Ольга Греческая                | Никола Карагеоргиевич (1928—1954)                             | |                                                               |
| Карагеорге Петрович (1762—1817) жена: Елена Йованович | Александар Карагеоргиевич (1806—1885) жена: Персида Ненадович | Арсен Карагеоргиевич (1859—1938) жена: Аврора Павловна Демидова | Павел Карагеоргиевич (1893—1976) жена: Ольга Греческая                | Елизавета Югославская (род. 1936)                             | |                                                               |